# Sassette
Sassette is een vrouwelijke Smurfenkleuter. Ze is gecreëerd door de Smurfenkleuters Driftige Smurf, Natuursmurf en Rustige Smurf met een formule van Gargamel. Om die reden beschouwt Sassette Gargamel als haar papa.

## Stripverhaalversie
Sassette werd uit blauwe klei gemaakt door de andere Smurfjes (de kleine Smurfen Driftige Smurf, Natuursmurf en Rustige Smurf). Ze hoopten hiermee een vriendin te maken voor Smurfin, die erg verdrietig was dat ze de enige vrouw was in het dorp.

## Tekenfilmversie
Door een toverspreuk van Gargamel en de andere Smurfenkleuters (Driftige Smurf, Natuursmurf en Rustige Smurf) kwam er nog een vrouwelijke Smurf tot leven. Ze bleek ongeveer net zo oud te zijn als de andere kleutersmurfen. Sassette was een lelijke blauwe Smurf die erg gemeen was. Maar door Grote Smurf werd Sassette een kleine blauwe schattebout. Ze begon een leven te leiden als een echte Smurf.
Ze komt in de tekenfilmserie voor sinds seizoen 5.
In de Nederlandse tekenfilmversie werd haar stem gedaan door Lucie de Lange en Corry van der Linden.
Ze gebruikt allemaal grappige woorden zoals "Harende Honden" en "Verstrooide Vis".